# Melania Bornstein-Łychowska
Melania Bornstein-Łychowska (ur. 11 marca 1874, zm. 17 lutego 1962 w Warszawie) – polska urzędniczka, polityczka społeczna, specjalistka w zakresie zabezpieczenia społecznego.

## Życiorys
Wywodziła się z żydowskiej (zasymilowanej) rodziny Wincentego (1837–1907) i Justyny (ur. około 1840) Bergsonów.  Ukończyła Uniwersytet Latający w Warszawie i odbyła studia w Zurychu, gdzie obroniła pracę doktorską w zakresie prawa publicznego i nauk politycznych. W latach 1902–1907 pracowała w Warszawskim Towarzystwie Dobroczynności (Wydział Czytelń), a w latach 1907–1917 w Zarządzie Towarzystwa Czytelń miasta Warszawy. W tych latach bliżej zainteresowała się zagadnieniami bytowymi ubogich warstw społecznych, jak również emancypacją kobiet. Wyniki prowadzonych w tym zakresie badań publikowała w czasopismach lewicowych, m.in. Kurierze Codziennym. Pozostawała w bliskich kontaktach z PPS-Lewicą, choć nie była członkinią tej partii, ani nawet nie zaliczano jej do sympatyków tego ugrupowania. W latach 1926–1931 była członkiem Zarządu Polskiego Towarzystwa Polityki Społecznej. W latach 1930–1931 była redaktorką Wiadomości Społecznych, organu PTPS.
1 grudnia 1918 zatrudniła się w Ministerstwie Pracy i Opieki Społecznej, gdzie doszła do stanowiska radcy w 1938. Kierowała referatem społeczno-ekonomicznym w gabinecie ministra. Publikowała liczne prace z zakresu położenia klasy robotniczej w Polsce, a także przedstawiała propozycje poprawy jej warunków bytowych w obrębie gospodarki kapitalistycznej. Była członkinią Instytutu Gospodarstwa Społecznego. 
Podczas okupacji niemieckiej (i potem już do końca życia) używała nazwiska Łychowska, a także (tylko podczas wojny) fikcyjnego nazwiska panieńskiego Bzowiecka. Pozwalało to jej skutecznie ukrywać się przed Niemcami. Utrzymywała się z dawania lekcji języków obcych oraz sprzedaży paczek otrzymywanych od syna z emigracji. Po zakończeniu wojny przeszła na emeryturę. Zapadła na zaćmę i straciła wzrok po nieudanej operacji. Przez ostatnie lata życia zamieszkiwała w Domu Sióstr Szarytek w Warszawie. Została pochowana na nowym cmentarzu na Służewie.

## Rodzina
Jej mężem był doktor Maurycy Bernstein (ślub około 1890). Miała z nim syna Tadeusza (1900–1967). Z mężem rozwiodła się. 

## Odznaczenia
- Złoty Krzyż Zasługi – za zasługi w dziedzinie ochrony pracy (23 grudnia 1929)[7]

## Publikacje
Wybrane publikacje:
- Płace i ruchy robotnicze w Warszawie w r(oku) 1917 i 1918 na tle czynności niemieckiej komisji płac (Ministerstwo Pracy i Opieki Społecznej, Warszawa, 1919),
- Co daje Rzeczpospolita i rząd polski robotnikom w Polsce (Biblioteczka Robotnika Górnośląskiego, 1920),
- Ceny artykułów spożywczych i płace robotnicze w Warszawie w latach 1914–1921 (współautorstwo, 1921),
- Ochrona pracy pracowników handlowych i przemysłowych (Zakłady Graficzne "Drukarz", Warszawa, 1925),
- Inspekcja pracy w państwach europejskich (Warszawa 1925),
- 10 lat polityki społecznej Państwa Polskiego 1918–1928 (Ministerstwo Pracy i Opieki Społecznej, Warszawa, 1928),
- Ministerstwo Pracy i Opieki Społecznej jako wyraz społecznej myśli polskiej (Stowarzyszenie "Służba Obywatelska", Warszawa, 1928),
- Międzynarodowa Organizacja Pracy. Zarys ustroju i działalności (1928),
- Izby robotnicze. Organizacja i zadania (Ministerstwo Pracy i Opieki Społecznej, Warszawa, 1929),
- Zarys ustawodawstwa pracy (1929),
- Na marginesie niepospolitej zasługi (współautorka z C.Walewską) ("Kobieta Współczesna" nr 8, 1929),
- Walka państwa z bezrobociem w Niemczech (Drukarnia Państwowa, Warszawa, 1933),
- Polityka społeczna państwa polskiego 1918–1935 (Ministerstwo Opieki Społecznej, Warszawa, 1935).